# 9m88
Тан Юґі (кит.: 湯毓綺, піньїнь: Tāng Yùqǐ; нар. 20 листопада 1990 року), відома під сценічним псевдонімом 9m88 — тайванська співачка і авторка пісень.
Стала відомою у соціальних мережах завдяки своєму дуету з King Leo у синглі «陪妳過假日» у листопаді 2016 року та його сольному синглу «九頭身日奈», випущеному на початку 2017. 8 серпня 2019 року вона офіційно випустила свій перший сольний альбом «平庸之上 Beyond Mediocrity».

## Походження
Сценічний псевдонім Тан Юґі походить від її англійського імені Джоан, яке омофонне китайській вимові «9m» (піньїнь: Jiǔ m), а «88» — це її учнівський номер з часів молодшої школи. Друзі Тан називають її «Баба» (кит.: 芭芭) у власному житті.
Після закінчення факультету дизайну одягу в Університеті Ши Ши в 2014 році у віці 25 років Тан поїхала до Нью-Йорку на чотиримісячне стажування до студії Джейсона Ву. У 2015 році вона поступила до унверситету Нова школа в Нью-Йорку щоб вивчати джаз. Тан випустилася звідти наприкінці 2018 року.

## Музичний стиль
Після прибуття до Нью-Йорка на факультеті джазу вона розширила свій інтерес до різних жанрів музики, включаючи ритм-енд-блюз та поп. Її лірика зазвичай стосується особистих солодко-гірких щоденних історій.

## Соціальний активізм
У 2020 році Тан разом з іншими виконавцями записала трек для збірного альбому виконавця T-POP, присвяченого першій річниці легалізації одностатевих шлюбів у Тайвані No Fear In Love.

## Дискографія

### Альбоми
- 2019: 平庸之上
- 2022: 9m88 Radio
- 2023: SENT

### EP
- 2021: 暫時集合

### Сингли та колаборативні снигли
- 2019:«為i篩檢»
- 2020:«Hello Bye Bye»
- 2020:«Aim High - ASIA RISING FOREVER»
- 2020:«Bag Lady- ASIA RISING FOREVER»
- 2021:«看不見的城»
- 2021:«月亮代表我的心»
- 2022:«若我告訴你其實我愛的只是你»(想你到月球｜張雨生特展)

## Зовнішні посилання
- Офіційний сайт
- 9m88 у соцмережі «Facebook»
- 9m88  у соцмережі «Instagram»
- Відео на YouTube
- 9m88的新浪微博